# Władimir Wysocki (admirał)
Władimir Wysocki, ros. Владимир Сергеевич Высоцкий (ur. 18 sierpnia 1954 w Komarnie, zm. 5 lutego 2021) – rosyjski oficer marynarki wojennej, admirał, były dowódca Marynarki Wojennej Rosji (2007–2012).

## Życiorys
Absolwent Nachimowskiej Szkoły Marynarki Wojennej w Leningradzie z 1971, Czarnomorskiej Szkoły Marynarki Wojennej z 1976 i Akademii Sztabu Generalnego z 1999. 
Pełnił służbę we Flocie Oceanu Spokojnego na stanowiskach dowódcy grupy, działu okrętowego i zastępcy dowódcy krążownika, starszego zastępcy dowódcy ciężkiego krążownika lotniczego.
W 1999 przeniesiony został do Floty Północnej na szefa sztabu - pierwszego zastępcę dowódcy Kolskiej Flotylli Różnorodnych Sił, potem był dowódcą tej flotylli.
Od sierpnia 2004 do września 2005 pełnił służbę we Flocie Bałtyckiej jako szef sztabu - pierwszy zastępca dowódcy floty, stamtąd przeszedł 26 września 2005 na stanowisko dowódcy Floty Północnej i kolejno 12 września 2007 na stanowisko dowódcy Marynarki Wojennej.
4 sierpnia 2010 otrzymał karę ostrzeżenia o niepełnej przydatności do służby w związku z pożarem bazy marynarki w pobliżu Moskwy.
6 maja 2012 został zwolniony z zajmowanego stanowiska i przeniesiony do rezerwy. Przyczyną takiej decyzji prezydenta Rosji była negatywna postawa Wysockiego wobec zamiaru przeniesienia Sztabu Głównego Marynarki z Moskwy do Sankt-Petersburga, który określał jako niedopracowany.
Pochowany na Cmentarzu Trojekurowskim w Moskwie.

## Nagrody i odznaczenia
- Order „Za służbę Ojczyźnie w Siłach Zbrojnych ZSRR” III klasy;
- Order „Za zasługi wojskowe”

## Życie rodzinne
Wysocki był żonaty, miał dwójkę dzieci. 